# Campeonato Mundial de Atletismo de 2015 - Revezamento 4x100 m feminino
A prova dos 4 x 100 metros estafetas feminino do Campeonato Mundial de Atletismo de 2015 foi disputada no dia 29 de agosto no Estádio Nacional de Pequim, em Pequim.

## Recordes
| Tipo                  | Atleta                                                                        | Tempo | Local   | Data                 |
| --------------------- | ----------------------------------------------------------------------------- | ----- | ------- | -------------------- |
|                       | (Tianna Madison, Allyson Felix, Bianca Knight, Carmelita Jeter)               | 40.82 | Londres | 10 de agosto de 2012 |
| Recorde do campeonato | (Carrie Russell, Kerron Stewart, Schillonie Calvert, Shelly-Ann Fraser-Pryce) | 41.29 | Moscou  | 11 de agosto de 2013 |

## Medalhistas
| Ouro | Prata                                                                            | Bronze |
| Jamaica · Veronica Campbell-Brown · Natasha Morrison · Elaine Thompson · Shelly-Ann Fraser-Pryce · Sherone Simpson* | Estados Unidos · English Gardner · Allyson Felix · Jenna Prandini · Jasmine Todd | Trinidad e Tobago · Kelly-Ann Baptiste · Michelle-Lee Ahye · Reyare Thomas · Semoy Hackett · Khalifa St.Fort* |

(*) Disputaram apenas as eliminatórias

## Cronograma
Todos os horários são locais (UTC+8).
| Data         | Hora  | Evento        |
| ------------ | ----- | ------------- |
| 29 de agosto | 12:00 | Eliminatórias |
| 29 de agosto | 20:50 | Final         |

### Eliminatórias
Qualificação: Os 3 de cada bateria (Q) e os 2 melhores tempos  (q) avançam para a semifinal. 
| Classificação | Bateria | Nacionalidade     | Atleta                                                                      | Tempo | Notas |
| ------------- | ------- | ----------------- | --------------------------------------------------------------------------- | ----- | ----- |
| 1             | 1       | Jamaica           | Sherone Simpson, Natasha Morrison, Kerron Stewart, Shelly-Ann Fraser-Pryce  | 41.84 | Q, WL |
| 2             | 2       | Estados Unidos    | English Gardner, Allyson Felix, Jenna Prandini, Jasmine Todd                | 42.00 | Q     |
| 3             | 2       | Trinidad e Tobago | Kelly-Ann Baptiste, Michelle-Lee Ahye, Reyare Thomas, Khalifa St.Fort       | 42.24 | Q, NR |
| 4             | 2       | Países Baixos     | Nadine Visser, Dafne Schippers, Naomi Sedney, Jamile Samuel                 | 42.32 | Q, NR |
| 5             | 1       | Grã-Bretanha      | Asha Philip, Jodie Williams, Bianca Williams, Desiree Henry                 | 42.48 | Q, SB |
| 6             | 1       | Canadá            | Crystal Emmanuel, Kimberly Hyacinthe, Isatu Fofanah, Khamica Bingham        | 42.60 | Q, NR |
| 7             | 2       | Alemanha          | Rebekka Haase, Alexandra Burghardt, Gina Lückenkemper, Verena Sailer        | 42.64 | q, SB |
| 8             | 1       | Rússia            | Marina Panteleyeva, Kseniya Ryzhova, Elizaveta Demirova, Ekaterina Smirnova | 43.09 | q     |
| 9             | 2       | Brasil            | Bruna Farias, Franciela Krasucki, Vitoria Cristina Rosa, Rosângela Santos   | 43.15 |       |
| 10            | 1       | China             | Xiaojing Liang, Lingwei Kong, Huijun Lin, Wei Yongli                        | 43.18 |       |
| 11            | 1       | Polónia           | Agata Forkasiewicz, Anna Kielbasinska, Weronika Wedler, Marta Jeschke       | 43.20 | SB    |
| 12            | 1       | Itália            | Giulia Riva, Irene Siragusa, Anna Bongiorni, Gloria Hooper                  | 43.22 | SB    |
| 13            | 2       | Suíça             | Marisa Lavanchy, Léa Sprunger, Mujinga Kambundji, Sarah Atcho               | 43.38 |       |
| 14            | 2       | França            | Lénora Guion-Firmin, Stella Akakpo, Maroussia Pare, Céline Distel-Bonnet    | 43.58 | SB    |
| 15            | 2       | Ucrânia           | Olesja Povch, Nataliya Strohova, Khrystyna Stuy, Nataliia Pygyda            | 43.59 |       |
| 16            | 1       | Nigéria           | Gloria Asumnu, Stephanie Kalu, Deborah Oluwaseun Odeyemi, Cecilia Francis   | 43.89 |       |

### Final
A final ocorreu às 20:45.
| Classificação     | Nacionalidade     | Atleta                                                                              | Tempo | Notas      |
| ----------------- | ----------------- | ----------------------------------------------------------------------------------- | ----- | ---------- |
| Medalha de ouro   | Jamaica           | Veronica Campbell-Brown, Natasha Morrison, Elaine Thompson, Shelly-Ann Fraser-Pryce | 41.07 | CR, WL, NR |
| Medalha de prata  | Estados Unidos    | English Gardner, Allyson Felix, Jenna Prandini, Jasmine Todd                        | 41.68 | SB         |
| Medalha de bronze | Trinidad e Tobago | Kelly-Ann Baptiste, Michelle-Lee Ahye, Reyare Thomas, Semoy Hackett                 | 42.03 | NR         |
| 4                 | Grã-Bretanha      | Asha Philip, Jodie Williams, Dina Asher-Smith, Desiree Henry                        | 42.10 | NR         |
| 5                 | Alemanha          | Rebekka Haase, Alexandra Burghardt, Gina Lückenkemper, Verena Sailer                | 42.64 | SB         |
| 6                 | Canadá            | Crystal Emmanuel, Kimberly Hyacinthe, Isatu Fofanah, Khamica Bingham                | 43.05 |            |
| 7 !               | Países Baixos     | Nadine Visser, Dafne Schippers, Naomi Sedney, Jamile Samuel                         | DNF   |            |
| 7 !               | Rússia            | Marina Panteleyeva, Kseniya Ryzhova, Elizaveta Demirova, Anna Kukushkina            | DSQ   |            |

Legenda
| Recorde mundial       | Recorde mundial (World record)               |                       | Recorde africano                      | Recorde africano (African) |                                           | Q | Classificado por posição (Qualified) |
| Recorde do campeonato | Recorde do campeonato (Championship record)  | Recorde da América    | Recorde da América (Americas)         | q                          | Classificado por melhor tempo (Qualified) |   |                                      |
| Melhor marca do ano   | Melhor marca do ano (World leading)          | Recorde asiático      | Recorde asiático (Asian)              | DNS                        | Não largou (Did not start)                |   |                                      |
| Recorde nacional      | Recorde nacional (National record)           | Recorde europeu       | Recorde europeu (European)            | DNF                        | Não terminou (Did not finish)             |   |                                      |
| Recorde pessoal       | Recorde pessoal do atleta (Personal best)    | Recorde da Oceania    | Recorde da Oceania (Oceania)          | DSQ / DQ                   | Desclassificado (Disqualified)            |   |                                      |
| Recorde da temporada  | Recorde da temporada do atleta (Season best) | Recorde sul-americano | Recorde sul-americano (South America) | NM                         | Sem marca (No mark)                       |   |                                      |